# Voo Eastern Air Lines 537
O Voo Eastern Air Lines 537 era uma linha área da companhia norte-americana Eastern Air Lines, que ligava Boston a Houston com escalas em Nova York e Washington, DC. No dia 1 de novembro de 1949, um DC-4 que realizava essa linha aérea se chocou em pleno ar com um Lockheed P-38 Lightning da Força Aérea da Bolívia, que fazia um voo de testes. O acidente causaria a morte dos 55 ocupantes do DC-4, sendo considerado na época o pior acidente aéreo dos Estados Unidos.

## Aeronaves

### Douglas DC-4
Com o sucesso do DC-3, a Douglas popularizaria o transporte aéreo. Como alcance pequeno e capacidade para transportar apenas 30 passageiros, o DC-3 precisava realizar muitas escalas para realizar voos muito longos. A Douglas estudaria o projeto de uma nova aeronave, 3 vezes maior que o DC-3 e lançaria em 1939 o Douglas DC-4E. O projeto resultaria em um grande fracasso e seria abandonado logo em seguida, enquanto que a Douglas se voltaria para um novo projeto, o DC-4 Skymaster. O DC-4 Skymaster voaria pela primeira vez em 1942 e as primeiras aeronaves seriam encomendadas pela United Airlines. Com a entrada dos Estados Unidos na Segunda Guerra Mundial, o governo americano requisitaria todas as aeronaves comerciais para o transporte de tropas. Os poucos DC-4 fabricados seriam deslocados para os fronts de guerra na Europa e no Pacífico enquanto que o projeto do DC-4 seria convertido para uso militar, resultando no Douglas C-54.
Após o final da Segunda Guerra Mundial, milhares de aeronaves de transporte utilizadas pelo exército dos Estados Unidos ficariam ociosas, de forma que o governo americano venderia a maior parte delas como material excedente de guerra. Centenas de Douglas C-54 seriam vendidos para empresas de aviação comercial de todo o mundo que os adaptariam para o transporte de passageiros (através da conversão do C-54 para DC-4 Skymaster).
A Eastern Air Lines iria adquirir suas primeiras aeronaves em 1946. O Douglas DC-4/C-54 iria ser operado pela companhia até 1960, quando seria substituído pelo Lockheed L-188 Electra.
A aeronave destruída tinha sido fabricada em 1944 e recebeu número de construção 18365. Entregue a Força Aérea do Exército dos Estados Unidos (USAAF), receberia o registro 43-17165. Após 2 anos, seria vendido como material excedente de guerra para a Eastern Air Lines, onde seria registrado N88727.

### Lockheed P-38 Lightning
Projetado pelo famoso engenheiro Clarence Johnson no final dos anos 1930, o P-38 Lightning realizaria seu primeiro voo em 1939. Com a entrada dos Estados Unidos na segunda guerra mundial em 1941, o P-38 seria deslocado para os teatros de guerra Europeu e Asiático, onde desempenharia funções de caça, escolta de bombardeiros e missões de reconhecimento.
Com o avanço da aviação militar durante a Segunda Guerra Mundial, as grandes nações investiriam em projetos de aeronaves a jato. Assim, ao final da segunda guerra, as aeronaves de motor a pistão (como o P-38) seriam retiradas de serviço das linhas de frente das forças aéreas aliadas e repassadas para forças auxiliares e ou revendidos a países do terceiro mundo.
O Lockheed P-38L destruído no acidente seria fabricado em 1944, tendo recebido o número de construção 422-7931. Ao ser incorporado na Força Aérea do Exército dos Estados Unidos (USAAF), receberia o registro 44-26927. Ao final da segunda guerra, o P-38L seria armazenado em um pátio até ser adquirido pelo piloto Hasson Calloway (que ironicamente seria comandante da Eastern Air Lines), que o prepararia para a disputa de corridas aéreas como o Troféu Bendix de 1946. Posteriormente, a aeronave seria oferecida ao governo da Bolívia em 1949, por conta do Tratado Interamericano de Assistência Recíproca (TIAR).

## Acidente
O Douglas DC-4 registro N88727 decolaria do aeroporto de Boston na manhã de 1 de novembro e se destinava a cidade de Houston, sendo que realizaria escalas em New York e Washington DC. Após realizar breve escala em New York, a aeronave decolaria para sua escala seguinte, na capital americana. Naquela altura, a aeronave transportava 51 passageiros e 4 tripulantes.
Em Washington, o represente do governo da Bolívia, Erick Rios Bridoux, se preparava para testar um Lockheed P-38 Lightning, que deveria ser adquirido para a força aérea do país sul americano, dentro do âmbito do Tratado Interamericano de Assistência Recíproca (TIAR). O P-38 Lightning, registro NX-26927, decolaria da pista 03 do Aeroporto Internacional de Washington as 11h36 min, sendo designado Bolivian 927. Um minuto após a decolagem, a aeronave sofreria falha em um dos seus motores, obrigando Bridoux a declarar emergência.
Enquanto isso, o voo Eastern Air Lines 537 recebeu permissão para pousar na pista 03 do Aeroporto Internacional de Washington de forma que o Bolivian 927 pousaria logo em seguida. Ao transmitir a liberação para o pouso, as duas aeronaves se posicionariam no sentido da cabeceira da pista 03, sendo que a situação do Bolivian 927 se deteriorava ainda mais. Ao perceber o risco de colisão iminente, a torre tentou desviar o Bolivian 927 para a esquerda, porém a ordem não chegaria a tempo. Ao efetuar curva para a direita e efetuar a aterrissagem na pista 03 às 11h46 min, o Bolivian 927 arrancaria a cauda do Eastern 537 , que estava em configuração de pouso na mesma pista. Após o choque ambas as aeronaves cairiam nas águas do Rio Potomac. A queda do Eastern 537 causaria a morte de todos os seus 55 ocupantes, enquanto que Rios Bridoux saltaria de para quedas do P-38 em chamas e seria resgatado em estado grave.

## Nacionalidades
O DC-4 da Eastern Air Lines transportava 4 tripulantes e 51 passageiros, dois quais apenas 3 não eram estadunidenses. Entre os mortos no acidente, estavam o deputado de Massachusetts George J. Bates, o empresáerio e ex deputado de New York Michael J. Kennedy e a cartunista da revista The New Yorker, Helen E. Hokinson.
| Nacionalidade | Tripulação | Passageiros | Total | Sobreviventes |
| ------------- | ---------- | ----------- | ----- | ------------- |
| estadunidense | 4          | 48          | 52    | 0             |
| portoriquenha | –          | 2           | 2     | 0             |
| venezuelana   | –          | 1           | 1     | 0             |
| Total         | 4          | 51          | 55    | 0             |

## Investigações
As investigações seriam realizadas pelo Civil Aeronautics Board (CAB). Enquanto que o piloto Rios Bridoux alegou que seu P-38 sofrera uma pane em um dos motores e assim fora autorizado para pousar imediatamente após o pouso de outra aeronave pela torre de controle, os controladores de voo do aeroporto de Washington alegariam que não autorizariam o pouso do P-38 até o pouso do DC-4 da Eastern. Bridoux alegaria que os controladores da torre de Washington não informaram qual avião teria a preferência de pouso antes do seu, e afirmou que tencionou pousar após ver o pouso de um Cessna bimotor no aeroporto de Washington, julgando ser essa a aeronave que deteria a preferência de pouso antes do seu P-38. Bridoux ainda afirmaria que não teria recebido nenhum alerta quanto ao risco de colisão com o DC-4 por parte da torre de Washington.
Segundo o inquérito do acidente realizado pelo Civil Aeronautics Board (CAB), os controladores de voo não conseguiram exercer vigilância no tráfego aéreo suficiente para evitar o choque das aeronaves em pleno ar. O piloto do P-38 por sua vez realizaria uma aproximação direta sem o espaço e o tempo adequados para evitar o choque com o avião da Eastern.

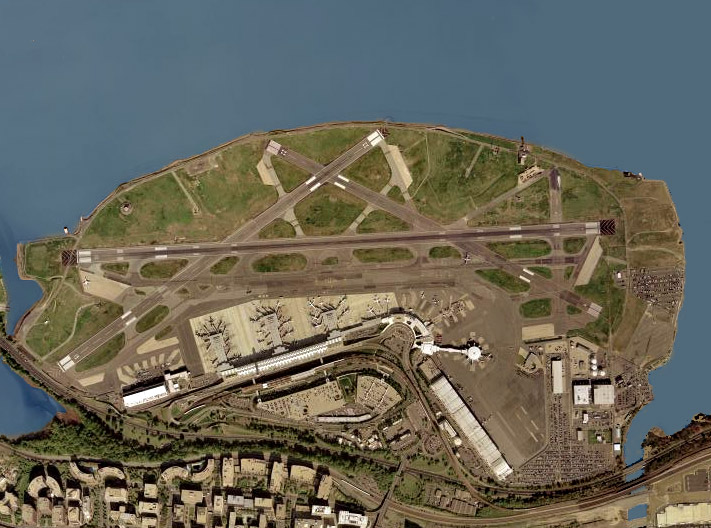
Vista do aeroporto de Washington (2002). Os destroços do DC-4 da Eastern e do P-38 cairiam no rio Potomac, numa área ao sul do aeroporto.
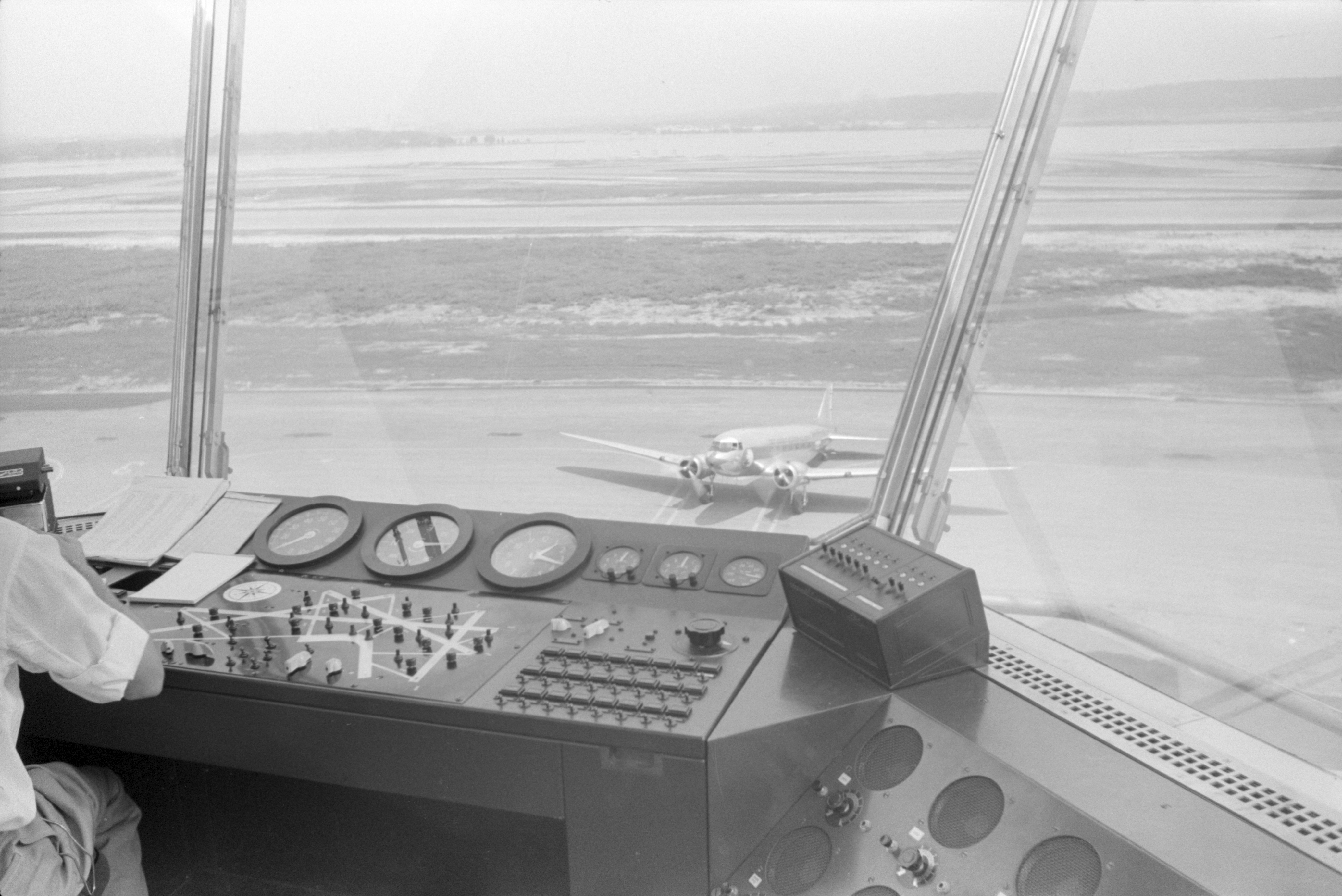
Torre de controle do Aeroporto Internacional de Washington nos anos 1940.

## Consequências
Erick Rios Bridoux seria processado pela Eastern Airlines, tendo sido absolvido pela justiça em 1954. Posteriormente retornaria para a Bolívia onde retomaria sua carreira de piloto, adquirindo em 1955 um Beechcraft model 17, prefixo N51120 e registrado como CP-613. Por conta do acidente com o P-38, o governo da Bolívia iria adquirir apenas uma aeronave do tipo P-38 e optaria pelo P-51 Mustang. Durante alguns anos, esse seria o pior acidente aéreo do mundo e dos Estados Unidos. Até 1950, as conversas entre pilotos e torres de controle nos Estados Unidos não eram gravadas, de forma que nunca se descobriu quem teria causado o primeiro erro que causaria o acidente. o governo americano investiria em 1950, cerca de US$ 300 mil para melhorar o monitoramento dos aeroportos As deficiências do controle de tráfego aéreo , que seriam fundamentais para a ocorrência desse acidente, seriam sanadas apenas na década de 1960 após a ocorrência dois grandes desastres aéreos: o choque entre dois aviões sobre o Grand Cânion em 1956 e um acidente similar ocorrido sobre New York em 1960.